# 銅山川 (山形県)
銅山川（どうざんがわ）は、最上川水系の支流で山形県最上郡大蔵村を流れる河川。鳥川とも呼ばれる。
源流地には、かつて「日本三大銅山」と呼ばれた永松銅山があり、銅山川の名はこれに由来している。

## 地理
山形県最上郡大蔵村大字南山の月山南東斜面に源を発し北に流れる。大蔵村大字清水と大蔵村大字赤松の境界から最上川へ合流する。
月山を始めとする出羽山地から湧き出る豊富な水量で知られ、いわゆる暴れ川である。流域は日本でも最も積雪量の多い地域の一つであり、積雪4mを越える肘折温泉は、津南町、酸ヶ湯温泉などとともに豪雪地帯としてニュースに良く登場する。
その豊富な水量により谷が深く刻まれており、地蔵倉、小松倉、板屋倉、日陰倉といった断崖絶壁が連なる。風光明媚な一方で、道路開削は難しく、土砂崩れが起きやすい。

## 支流
- 苦水川
- 深沢川
- 蝉の沢川
- 赤松川

## 並行する交通

### 道路
- 国道458号

## 流域の観光地
- 肘折温泉（山形県最上郡大蔵村大字南山）